# 八面體數
八面體數是能排成八面體的有形數, 或是由兩個四角錐疊起來, 另一個倒置在下面.  計算八面體數{\displaystyle O_{n}}可以用第n-1個和第n個四角錐數的和 , 或是使用下列公式:
{\displaystyle O_{n}={n(2n^{2}+1) \over 3}.}
前幾個八面體數為：
1, 6, 19, 44, 85, 146, 231, 344, 489, 670, 891 （OEIS數列A005900）。
八面體數有一個母函數
{\displaystyle {\frac {z(z+1)^{2}}{(z-1)^{4}}}=\sum _{n=1}^{\infty }O_{n}z^{n}=z+6z^{2}+19z^{3}+\cdots .}
波洛克爵士猜想在1850之內，每一個數字都可以寫成最多7八面體數的總和（Dickson 2005, 第23頁）。
八面體數{\displaystyle O_{n}}可以使用三角形數{\displaystyle T_{n}}表示
{\displaystyle O_{n}+4T_{n-1}=T_{2n-1}.}